# Panzerregiment 33
Het Panzerregiment 33 was een Duits tankregiment van de Wehrmacht tijdens de Tweede Wereldoorlog.

## Krijgsgeschiedenis
Panzerregiment 33 werd opgericht op 2 februari 1940. De staf kwam van Panzerregiment Conze / Panzerregiment z.b.V. / Panzer-Lehr-Regiment (verschillende namen in gebruik). De I. Abteilung werd gevormd door overnemen en omdopen van de III. Abteilung/Panzer-Lehr-Abteilung van Panzerregiment 5 (3e Pantserdivisie). De II. Abteilung werd gevormd door omdopen van Pz.Abt. 33.
Het regiment maakte bij oprichting deel uit van de 9e Pantserdivisie en bleef dat gedurende zijn hele bestaan.
Het regiment capituleerde (met de rest van de divisie) bij Iserlohn in de Ruhrkessel aan de 7e Amerikaanse Pantserdivisie op 16 april 1945.

## Samenstelling bij oprichting
- I. Abteilung met 3 compagnieën (1-3)
- II. Abteilung met 3 compagnieën (4-6)

## Wijzigingen in samenstelling
Op 10 mei 1942 werd de I./Pz.Rgt. 3 en omgedoopt tot III./Pz.Rgt. 33, waardoor het regiment uit drie Abteilungen bestond.

Op 9 januari 1943 werd de II. Abteilung omgedoopt in Pz.Abt. 51. De III. Abteilung werd op 8 mei 1943 (zonder 10e compagnie) omgedoopt naar schwere Panzer-Abteilung 506. Het regiment beschikte vanaf dat moment over slechts één Abteilung, maar wel met 5 compagnie (1-4, 10). Op 4 januari 1944 kreeg het regiment zijn II. Abteilung weer terug, doordat Pz.Abt. 51 terug omgedoopt werd.

## Opmerkingen over schrijfwijze
- Abteilung is in dit geval in het Nederlands een tankbataljon.
- II./Pz.Rgt. 33 = het 2e Tankbataljon van Panzerregiment 33

## Commandanten
| Rang           | Naam                             | Begin           | Eind              |
| -------------- | -------------------------------- | --------------- | ----------------- |
| Oberst         | Wilhelm Conze                    | 2 februari 1940 | 6 augustus 1940   |
| Oberst         | Ewald Kraeber                    | juni 1941       | 20 januari 1943   |
| Oberstleutnant | Hans-Joachim von Köppen          | december 1941   |                   |
| Oberst         | Wilhelm Hochbaum                 | 27 juli 1942    | 29 november 1942  |
| Oberstleutnant | Joachim Martin Constantin Sander | 15 maart 1943   |                   |
| Oberst         | Ludwig Schmahl                   | augustus 1943   |                   |
| Oberstleutnant | Egon Streith                     | 15 mei 1944     | 25 september 1944 |

Opmerking: De bronnen mbt de commandanten zijn niet sluitend en deels overlappend. In de commandoperiode van Oberst Kraeber, zijn ook twee anderen actief. Of dit tijdelijke bevelsovernames zijn is onduidelijk.
Panzerregiment 1 · Panzerregiment 2 · Panzerregiment 3 · Panzerregiment 4 · Panzerregiment 5 · Panzerregiment 6 · Panzerregiment 7 · Panzerregiment 8 · Panzerregiment 9 · Panzerregiment 10 · Panzerregiment 11 · Panzerregiment 15 · Panzerregiment 16 · Panzerregiment 17 · Panzerregiment 18 · Panzerregiment 21 · Panzerregiment 22 · Panzerregiment 23 · Panzerregiment 24 · Panzerregiment 25 · Panzerregiment 26 · Panzerregiment 27 · Panzerregiment 28 · Panzerregiment 29 · Panzerregiment 31 · Panzerregiment 33  · Panzerregiment 35 · Panzerregiment 36 · Panzerregiment 39 · Panzerregiment 69 · Panzerregiment 80 · Panzerregiment 100 · Panzerregiment 101 · Panzerregiment 102 · Panzerregiment 116 · Panzerregiment 118 · Panzer-Lehr-Regiment 130 · Panzerregiment 201 · Panzerregiment 202 · Panzerregiment 203 · Panzerregiment 204 · Schweres Panzer-Regiment Bäke · Panzerregiment Brandenburg · Panzerregiment Coburg · Panzerregiment Feldherrnhalle · Panzerregiment Feldherrnhalle 2 · Panzerregiment Hermann Göring · Panzerregiment Großdeutschland · Panzerregiment Kurmark · Panzerregiment von Lauchert · Panzerregiment Major Rettemeier · Fallschirm-Panzerregiment 1 · Fallschirm-Panzerregiment 21 · SS-Panzerregiment 1 LSSAH · SS-Panzerregiment 2 · SS-Panzerregiment 3 · SS-Panzerregiment 5 · SS-Panzerregiment 9 · SS-Panzerregiment 10 · SS-Panzerregiment 11 · SS-Panzerregiment 12